# إدموند هيكلر
إدموند هيكلر (بالألمانية: Edmund Heckler)‏ هو مهندس ألماني، ولد في 2 فبراير 1906، وتوفي في 2 يوليو 1960.